# Institut for Geoscience (Aarhus Universitet)
Institut for Geoscience er en del af Faculty of Natural Sciences på Aarhus Universitet. 
Instituttet udfører grundlæggende og anvendt forskning samt forskningsbaseret uddannelse baseret på en forståelse af Jordens systemer og med fokus på samfundets udfordringer og FN'S mål for bæredygtig udvikling.
Instituttet er en del af Geocenter Danmark, det nationale center for geovidenskabelig forskning, uddannelse, rådgivning, innovation og formidling.

## Uddannelser
Uddannelserne omfatter et 3-årigt bachelorprogram i geoscience og to 2-årige kandidatprogrammer i henholdsvis geologi og geofysik. Individuelle linjer i bachelorprogrammet mod geologi eller geofysik forbereder den studerende til hver af de to kandidatprogrammer. Kandidatuddannelserne indeholder fire specialisering mod henholdsvis vandressourcer, klima, energiressourcer og undersøgelse af den dybe jord.